# Conophytum hammeri
Conophytum hammeri là một loài thực vật có hoa trong họ Phiên hạnh. Loài này được G.Will. & H.C.Kenn. mô tả khoa học đầu tiên năm 1997.